# Дзюба Леся Петрівна
Ле́ся Петрі́вна Дзю́ба (Іва́нченко) (нар. 1979, с Демина Балка, Хорольський район, Полтавська область) — українська письменниця, член Національної спілки письменників України (2004).

## Біографія
Народилася 28 листопада 1979 в с . Демина Балка Хорольського району на Полтавщині. Закінчила Переяслав-Хмельницький державний педагогічний інститут ім. Г. Сковороди (Київська область). Працювала соціальним педагогом Тетіївської школи І-ІІІ ступенів № 4. Кореспондент районної газети «Тетіївська земля».

## Літературна діяльність
Поетеса, прозаїк.

Авторка збірки поезій «Душа Кеті» (2002), повісті «Перехрестя» (2004), драми «Продана душа» (2005).

## Відзнаки
Переможниця Міжнародного літературного конкурсу «Гранослов» (2004).